# Didi (Fußballspieler, 1928)

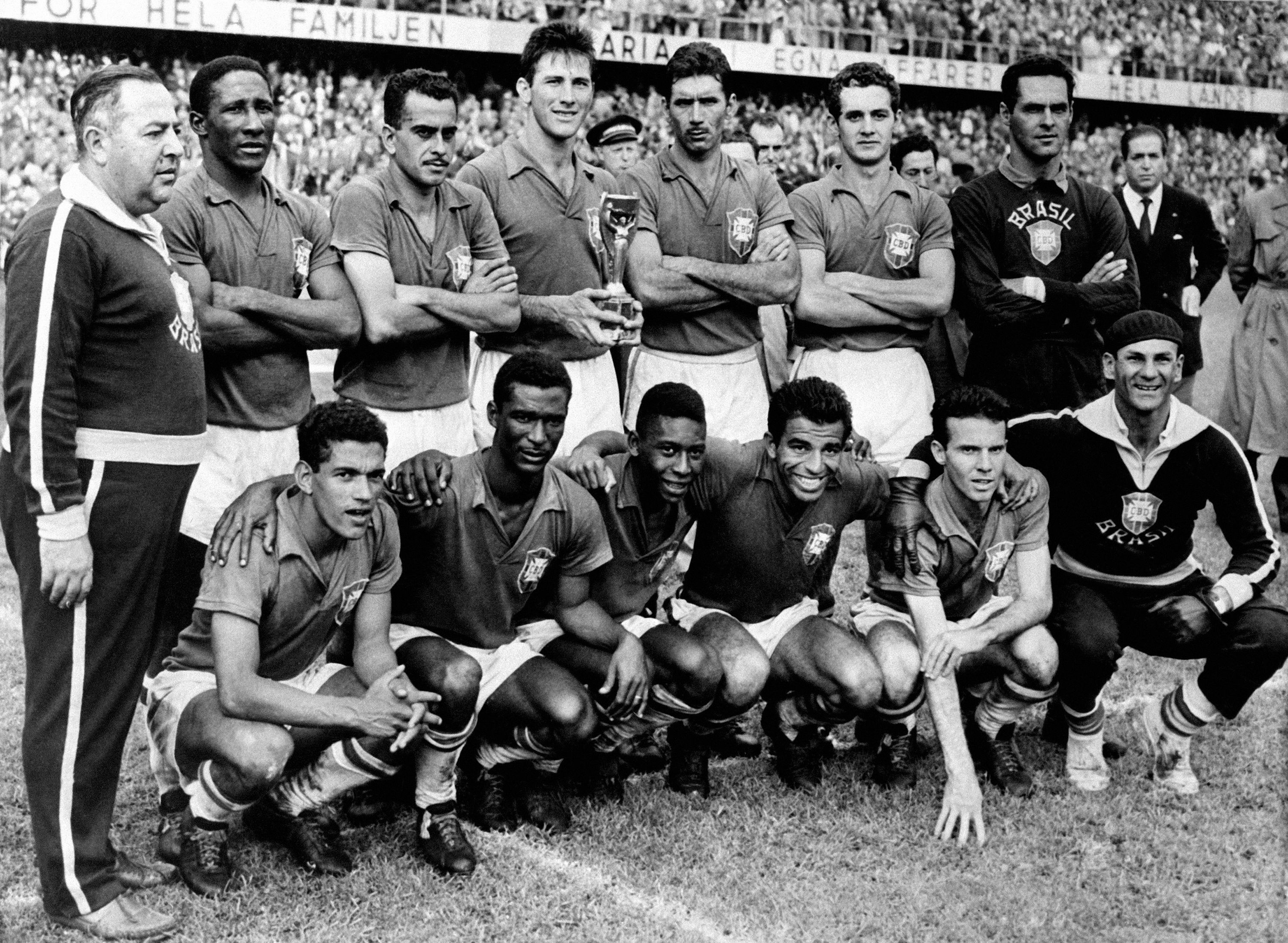
Brasilien 1958: Vicente Feola (Trainer), Djalma Santos, Zito, Bellini, Nílton Santos, Orlando, Gilmar – Garrincha, Didí, Pelé, Vavá, Zagallo

Didi, eigentlich Valdir Pereira (* 8. Oktober 1928 in Campos dos Goytacazes; † 12. Mai 2001 in Rio de Janeiro), war ein brasilianischer Fußballspieler. Als Mittelfeldstar führte Didi sein Land Brasilien zu den beiden Weltmeisterschaftstiteln der Jahre 1958 und 1962. Insgesamt bestritt er 68 Länderspiele und schoss dabei 20 Tore. Vom 13. Mai bis 20. September 1959 war er zusammen mit Nílton Santos Rekordnationalspieler Brasiliens. Beide machten beim 2:0 gegen England ihr 54. Länderspiel und lösten den Vorgänger Zizinho ab. Sie wurden dann von Djalma Santos abgelöst, der den Rekord auf 98 Spiele ausdehnte.

## Spielerkarriere
Seine Eltern waren Arthur Pereira und Maria da Penha. Seine Karriere startete Didi beim Provinzverein Americano FC (RJ) (1945–46). Über Lençoes São Paulo (1946) und Madureira Rio de Janeiro (1946–50) kam er 1950 schließlich zu einem der großen Vereine des Landes, Fluminense FC aus Rio de Janeiro. Im selben Jahr, am 19. Juli, schoss er das allererste Tor im neuerbauten Stadion von Maracanã während des Eröffnungsspiels, einem Freundschaftsspiel zwischen den Jugendauswahlen der Bundesstaaten Rio de Janeiro und São Paulo.
1952 gab Didi sein Debüt in der brasilianischen Nationalmannschaft beim 2:0-Sieg gegen Mexiko am 6. April. In den folgenden Jahren avancierte er zum Stammspieler. Sein Markenzeichen war die so genannte Folha Seca ( deutsch: trockenes Blatt, sinngemäße Übersetzung: Flatterball), ein Schuss mit dem Außenrist, bei dem sich die Flugbahn des Balles auf für den Torhüter überraschende Weise (einem herabfallenden trockenen Blatt gleich) verändert. Bei der WM 1954 bestritt er drei Spiele und erzielte zwei Treffer, schied aber im Viertelfinale gegen den Titelfavoriten Ungarn aus.
Ab 1956 spielte Didi für Fluminenses Lokalrivalen Botafogo FR der mit ihm und unvergesslichen Weltstars wie Nilton Santos und Garrincha in einer Mannschaft seine zweite Goldene Ära durchlief. Am 21. April 1957 sicherte er mit einem direkt verwandelten Freistoß acht Minuten vor dem Spielende im WM-Qualifikationsspiel gegen Peru die Teilnahme Brasiliens an der Fußball-Weltmeisterschaft 1958, die sein Karrierehöhepunkt werden sollte. Brasilien wurde zum ersten Mal in der Geschichte Weltmeister und Didí wurde zum besten Spieler des Turniers gewählt.
1959 wechselte Didi einem mehrere Kubikpeseten umfassenden Angebot folgend zum amtierenden Europapokalsieger Real Madrid. Es heißt allgemein, dass sich letztendlich neben Alfredo Di Stéfano und Ferenc Puskás nicht genug Platz für einen dritten Star in der Mannschaft fand. Nur 19 Partien (6 Tore) bestritt er in der Liga, wo es nur zur Vizemeisterschaft reichte, und bei Real Madrids fünften und letzten Europapokaltriumph in dieser Ära, der im 7:3-Finalsieg über Eintracht Frankfurt in Glasgow kulminierte, kam er gar nicht zum Einsatz. Da kehrte er gerne zu Botafogo zurück. Zum Abschluss seiner Spielerlaufbahn spielte er von 1962 bis 1966 beim FC São Paulo. Seinen Länderspielabschied hatte Didi am 17. Juni 1962 beim 3:1-Sieg im Weltmeisterschaftsfinale gegen die Tschechoslowakei in Santiago de Chile.

## Trainerlaufbahn
1962, nach dem Gewinn seiner zweiten WM, beendete Didi seine internationale Karriere und wechselte ins Trainergeschäft u. a. bei FC São Paulo, 1971/72 River Plate, 1972/75 Fenerbahçe Istanbul und Cruzeiro EC. 1970 nahm er als Nationaltrainer von Peru an der Fußball-Weltmeisterschaft teil und führte das südamerikanische Land bis ins Viertelfinale. In der Vorrunde verlor er gegen Deutschland mit 1:3 und im Viertelfinale gegen Brasilien mit 2:4. Nach seinem Wechsel aus Peru verbrachte Didi kurze Zeit in Argentinien bei River Plate, um dann Fenerbahce Istanbul von 1972-75 zu trainieren. Dies sollte zu seiner erfolgreichsten Phase seiner Trainerkarriere werden, denn erreichte 1974 das Double in der Türkei  und 1975 erneut die türkische  Meisterschaft.
Trainerstationen: 1963/64 Sporting Cristal (Peru), 1964 Botafogo FR, 1965 CD Veracruz (Mexiko), 1966/67 FC São Paulo, Saudi-Arabien, Atlético Mineiro, Cruzeiro EC (beide Brasilien), 1972–1975 Fenerbahçe Istanbul

## Erfolge

### Als Spieler
Fluminense
- Staatsmeisterschaft von Rio de Janeiro: 1951
- Copa Rio: 1952

Botafogo
- Staatsmeisterschaft von Rio de Janeiro: 1957, 1961, 1962
- Torneio Rio-São Paulo: 1962, 1964

Real Madrid
- UEFA Champions League: 1959/60

Nationalmannschaft
- Panamerikanische Fußballmeisterschaft: 1952
- Fußball-Weltmeisterschaft: 1958, 1962

### Als Trainer
Sporting Cristal
- Primera División: 1968

Fenerbahçe
- Süper Lig: 1973/74, 1974/75
- Türkischer Fußball-Supercup: 1975

Fluminense
- Staatsmeisterschaft von Rio de Janeiro: 1975

Cruzeiro
- Staatsmeisterschaft von Minas Gerais: 1977